# Grupo Glockner

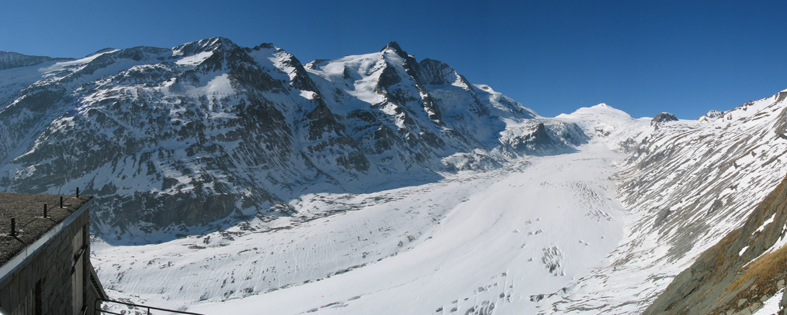
El Pasterze con el Großglockner (centro) y el Johannisberg (centro derecha posterior)

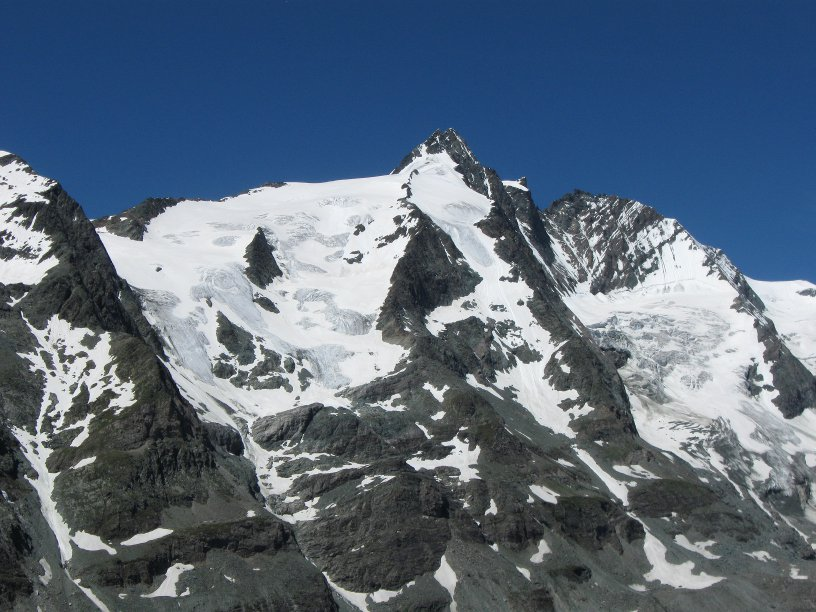
El Großglockner es la montaña más alta del Grupo Glockner

El grupo Glockner (en alemán: Glocknergruppe) es un subgrupo de los Alpes centrales austríacos en los Alpes orientales, y está ubicado en la sección central del Alto Tauern en la cadena principal de los Alpes. 
El Grupo Glockner se encuentra en Austria en los estados federales de Salzburgo, Tirol y Carintia. Los tres estados se reúnen en un punto en la cima del Eiskögele (3,436 metros (AA) ). 
La cumbre más alta del Grupo Glockner y también el pico más alto en Austria es el Großglockner (3,798 metros sobre el nivel del mar (AA) ), que da nombre al grupo de montañas. Una gran parte del Grupo Glockner pertenece a la zona núcleo del parque nacional de High Tauern. También se encuentra en el Grupo Glockner el Pasterze, el glaciar más grande de Austria. 

## Límites
Los límites del Grupo Glockner se definen de la siguiente manera: el río Salzach desde Uttendorf a Taxenbach; el Rauriser Tal a Wörth; Seidlwinkltal; Hochtor (Großglockner High Alpine Road); Tauernbach; Möll a su confluencia con el Moosbach; Moosbach; Peischlachtörl; Peischlachbach; Kals am Großglockner; Kalser Bach; Dorfertal; Dorfersee; Kalser Tauern; Weißsee; Weißenbach; Grünsee; Enzingerboden; Stubachtal; Uttendorf. 
Junto con el Grupo Ankogel, el Grupo Goldberg, el Grupo Schober, el Grupo Kreuzeck, el Grupo Granatspitz, el Grupo Venediger, las Montañas Villgraten y el Grupo Rieserferner, el Grupo Glockner forma la cadena montañosa del Alto Tauern. 

## Cadenas vecinas
El Grupo Glockner limita con las siguientes cadenas en los Alpes: 
- Alpes de Kitzbühel (al noroeste)
- Alpes de pizarra de Salzburgo (al noreste)
- Grupo Goldberg (al este)
- Grupo Schober (al sur)
- Grupo Granatspitze (al oeste)

## Picos
Los nombres de los tresmiles en el Grupo Glockner:
| - Großglockner, 3798 m - Kleinglockner, 3770 m - Glocknerwand, 3721 m - Teufelshorn, 3680 m - Großes Wiesbachhorn, 3564 m - Romariswandköpfe, 3511 m - Teufelskamp, 3511 m - Schneewinkelkopf, 3476 m - Johannisberg, 3453 m - Eiskögele, 3426 m - Klockerin, 3425 m - Hinterer Bratschenkopf, 3413 m - Vorderer Bratschenkopf, 3401 m - Großer Bärenkopf, 3396 m - Hoher Tenn, 3360 m - Mittlerer Bärenkopf, 3358 m - Hohe Dock, 3348 m - Hohe Riffl, 3338 m - Fuscherkarkopf, 3331 m - Schneespitze, 3317 m - Hohenwartkopf, 3308 m - Kleines Wiesbachhorn, 3283 m - Sinwelleck, 3281 m - Gramul, 3276 m - Vorderer Bärenkopf, 3249 m - Schwerteck, 3247 m - Kellerskopf, 3239 m - Luisenkopf, 3207 m | - Hocheiser, 3206 m - Kitzsteinhorn, 3203 m - Hoher Kasten, 3189 m - Schattseitköpfl, 3182 m - Oberer Fochezkopf, 3159 m - Kleiner Tenn, 3158 m - Gamsspitze, 3157 m - Breitkopf, 3154 m - Totenkopf, 3151 m - Bauernbrachkopf, 3125 m - Schwarzköpfl, 3124 m - Zwingkopf, 3117 m - Freiwandkasten, 3114 m - Schwertkopf, 3099 m - Racherin, 3092 m - Lange Wand, 3087 m - Grieskogel, 3066 m - Blaue Köpfe, 3061 m - Freiwandspitz, 3034 m - Wasserradkopf, 3032 m - Kreuzwandspitze, 3031 m - Spielmann, 3027 m - Zollspitze, 3024 m - Brennkogel, 3018 m - Rifflkarkopf, 3016 m - Kellerswand, 3010 m - Kristallspitzl, 3005 m |

## Mapas
- Club Alpino Alemán: Mapa del Club Alpino n.º 40 Glocknergruppe. 9.ª ed., Múnich, 2006, ISBN 3-928777-87-4